# 索洛维约夫斯克村委员会
索洛维约夫斯克村委员会（俄语：Соловьёвский сельсовет）是俄罗斯联邦阿穆尔州腾达区所属的一个村委员会。其下辖有3个居民点，行政中心为索洛维约夫斯克。据2016年统计，该村委员会的人口为2853人。